# Kitea
Kitea est une enseigne de distribution d’ameublement et de décoration marocaine. Son nom est issu de la composition de «Kit et ameublement». Elle est présente au Maroc sur 16 villes et 33 points de vente avec plus de 1 000 employés, et possède également des magasins en Afrique subsaharienne.

## Histoire
Kitea a été fondée en 1993 par Amine Benkirane. En janvier 2015, elle devient partenaire de la Harvard Business School. 

## Implantation
L’entreprise dispose d'une trentaine de points de vente au Maroc, dont 2 KITEA City : nouveau concept «Urban store» lancé en 2018, sur Casablanca et Rabat. KITEA est aussi présente dans d'autres pays Africains.

## KITEA sur les marchés africains
Au-delà du marché local, le groupe KITEA compte aussi avancer ses pions sur le marché africain et étendre ses activités vers le Ghana en novembre 2022, dans la ville d'Accra avec l’ouverture d’un KITEA GEANT d’une surface commerciale de plus de 10 000 m2 puis le Sénégal et la Côte d'Ivoire au cours de la même année.
KITEA a annoncé l’acquisition d’une participation majoritaire au sein de Furniture Palace Limited, distributeur de meubles de maison, de meubles de bureau et d’accessoires de maison au Kenya. Cette transaction en Afrique de l’Est constitue la première acquisition de KITEA en dehors des frontières du Maroc.